# Беседин, Иван Фёдорович
Иван Фёдорович Беседин (25 декабря 1914, Гладкое, Дмитриевский уезд, Курская губерния, Российская империя—15 мая 1986, Курск, Курская область, РСФСР, СССР) — советский военнослужащий.

## Биография
Родился 25 декабря 1914 года в селе Гладкое Дмитриевского уезда Курской губернии Российской империи (ныне — Первоавгустовского сельского поселения Дмитриевского района Курской области Российской Федерации) в крестьянской семье. По национальности — русский.
В 1928 году окончил начальную школу в селе Дерюгино (ныне — Дерюгинского сельского поселения). Работал плотником на государственном предприятии «Днепрострой» в городе Запорожье Запорожского района Запорожской области Украинской Советской Социалистической Республики Союза Советских Социалистических Республик (ныне — Украина) В мае (по другим данным — 7 июня) 1940 года призван в армию.
Участвовал в Великой Отечественной войне с июня 1941 года. Был трижды ранен, в том числе тяжело (10 апреля 1944 года). Был разведчиком взвода пешей разведки 315-го стрелкового полка (ныне — 429-й мотострелковый орденов Кутузова и Богдана Хмельницкого полк имени Кубанского казачества 19-й мотострелковой Воронежско-Шумлинской Краснознамённой орденов Суворова и Трудового Красного Знамени дивизии 58-й общевойсковой армии) 19-й Воронежской стрелковой ордена Трудового Красного Знамени дивизии (название до 27 сентября 1944 года; с 27 сентября 1944 года — Шумлинской, с 6 января 1945 года — ордена Суворова) 46-й армии 2-го Украинского фронта/57-й армии 3-го Украинского фронта/3-го Украинского фронта/64-го стрелкового корпуса 3-го Украинского фронта.
В составе полка прошёл от Москвы до Будапешта.
26 августа 1944 года ходе Ясско-Кишинёвской операции близ села Минджир (Котовского района Кишинёвского уезда Молдавской Советской Социалистической Республики СССР; ныне — коммуны Минджир Хынчештского района Республики Молдова) гранатой поразил огневую точку, после чего из автомата уничтожил 10 немецких солдат.
В ночь на 6 октября 1944 года в районе города Заечар (де-юре — Королевства Югославия; де-факто — Немецкой военной администрации в Сербии; ныне — городского поселения Заечар Заечарского округа Республики Сербия) первым ворвался в окоп противника и вместе с остальными бойцами уничтожил 7 врагов и захватил одного «языка», давшего ценные сведения.
В ходе Будапештской операции отделение под командование младшего сержанта Беседина доставило нескольких языков и собрало множество ценных сведений. Так, 21 марта 1945 года близ города Таркань (Королевство Венгрия; ныне — Венгрия) и 28 марта близ города Дьёр (ныне — Дьёрского яраша медье Дьёр-Мошон-Шопрон Венгрии) были обнаружены огневые средства, минные поля, позиции тяжёлой артиллерии и зенитных орудий, позже уничтоженные советской авиацией.
Демобилизован в декабре 1945 года в звании старшины (по другим данным — старшего сержанта, по другим данным — сержанта). Жил и работал в городе Курск Курской области Российской Советской Федеративной Социалистической Республики СССР. Скончался 15 мая 1986 года.

## Награды
- Орден Славы III степени[1][2][3][4][5][6] (6 сентября 1944 года[1][2][3][4][5]);
- Орден Славы II степени[1][2][3][4][5][6] (30 ноября 1944 года[1][2][3][4][5]);
- Орден Красной Звезды[1][2][3][4][5][6] (17 декабря 1944 года[1][2][3][4][5]);
- Орден Славы I степени[1][2][3][4][5][6] (15 мая 1946 года[1][4]);
- Орден Отечественной войны I степени[1][2][3][4][5][6] (11 марта 1985 года[1][4]);
- Медаль «За отвагу»[1][4] (?).